# Gamma Herculis
Gamma Herculis (γ Herculis, förkortat Gamma Her, γ Her) som är stjärnans Bayerbeteckning, är belägen i den västra delen av stjärnbilden Herkules. Den är en misstänkt variabel stjärna. Baserat på parallaxmätningar beräknas den befinna sig på ett avstånd av 193 ljusår (59 parsek) från solen.

## Nomenklatur
Gamma Herculis var medlem av den arabiska asterismen al-Nasaq al-Sha'āmī, "Norra linjen" av al-Nasaqān "De två linjerna" tillsammans med β Her (Kornephoros), γ Ser (Zheng, Ching) Och p ser (chow). 
Enligt stjärnkatalogen i Technical Memorandum 33-507 – A Reduced Star Catolog containing 537 Named Stars, var al-Nasaq al-Sha'āmī eller Nasak Shamiya namnet på tre stjärnor: β Ser som Nasak Shamiya I , γ Ser som Nasak Shamiya II , γ Her som Nasak Shamiya III (utesluter β Her).

## Egenskaper
Gamma Herculis är känd som en spektroskopisk dubbelstjärna, även om det inte finns någon information om följeslagaren.
Huvudstjärnans spektrum anger att den är jättestjärna av spektralklass A9III, vilket tyder på att det är en stjärna som har uttömt förrådet av väte i sin kärna och utvecklats bort från huvudserien. Dess effektiva temperatur är ca 7 000 K, vilket ger stjärnan en vit färg som är karakteristisk för stjärnor av typ A. Den roterar snabbt med en projicerad rotationshastighet på 135 km/s. Den interferometrimätta vinkeldiametern är 0,95 ± 0,04 mas, vilket för stjärnans uppskattade avstånd motsvarar en fysisk radie som är ungefär sex gånger solens radie.
Observationer av den tyske astronomen Ernst Zinner 1929 tyder på att Gamma Herculis kan vara en variabel stjärna. Den var upptagen i den nya katalogen över misstänkta variabelstjärnor (1981) med skenbar magnitud inom ett intervall på 3,74 till 3,81. Ytterligare observationer fram till 1991 visade ett mönster av små, långsamma förändringar med en variation hos magnituden på 0,05. Dessa verkade upprepas halvregelbundet med en period av 183,6 dygn, även om spektroskopiska data presenterade en period av 165,9 dygn.